# Далека наречена
«Далека наречена» — радянська лірична кінокомедія 1948 року режисера Євгена Іванова-Баркова. Лідер кінопрокату СРСР 1948 року — посів 4-е місце — фільм подивилися 26,8 мільйона глядачів. Перша туркменська музична комедія, яка з великим успіхом демонструвалася більш ніж в 50 країнах світу. Фільм був номінований на головний приз Кінофестивалю в Карлових Варах (1948), автори удостоєні Сталінської премії (1949).

## Сюжет
Донський козак Захар Гарбуз, демобілізувавшись після Перемоги, їде до Туркменістану, де живе його наречена Гюзель, знатна туркменська колгоспниця, фахівець-коняр, з якою вони познайомилися, коли вона під час війни приїжджала до них в кавалерійську частину щоб передати для фронту алехтинських коней. Але їх радісна зустріч відбудеться не відразу — а почалося все з того, що з вини розсіяного листоноші Мергена, який вічно все губить, Захар не отримав телеграму від Гюзель, що вона чекає його, але сама зустріти не зможе і на станції його зустріне колгоспний шофер Сарри, який в момент зустрічі все наплутав… Прибувши на станцію, Захар вирішує, що раз його ніхто не зустрічає — то наречена його не чекає, і їде в сусідній колгосп до фронтового друга Керима. Тут він знайомиться з його нареченою Джамал. Керім, дізнавшись, що друга не зустріла його наречена, і помічаючи хороші відносини між Захаром і Джамал, помилково приймає це за любов і вирішує не заважати їхньому щастю. Джамал не розуміє поведінки Керима. Гюзель, не розуміє чому не їде Захар. Батько Керима — голова колгоспу Алти-ага, який, щоб залишити Захара в своєму колгоспі хоче одружити Захара на Джамал, каже про це матері Гюзель як про дійсний факт, на що та, подумавши, що Захар обдурив її дочку, на зло відповідає, що Гюзель теж виходить заміж. Дізнавшись про це Захар збирається поїхати назад на Тихий Дон, щоб не заважати щастю Гюзель, але його як кавалериста Алти-ага припрошує взяти участь в перегонах — змаганні між колгоспами. На скачках ситуація ще більше заплутується, низка кумедних непорозумінь і випадковостей все наростає, після чого героям вдасться вирішити непорозуміння і зустрітися…

## У ролях
- Василь Нещипленко —  Захар Гарбуз
- Алти Карлієв —  Керим Сердаров
- Аман Кульмамедов —  Алти-ага, батько Керима
- Софія Кличева —  Гюзель
- Маріам Шафігуліна —  Джамал
- А. Овезова —  Ай-Бібі, мати Гюзель
- К. Мурадова —  Кумиш
- Сарри Карриєв —  Сарри, шофер
- Мурад Сеїдніязов —  Мерген, листоноша
- Ашир Міляєв —  начальник пошти
- Олександр Кириллов —  Ваня
- Давлетбай Ходжабаєв —  епізод

## Знімальна група
- Режисер — Євген Іванов-Барков
- Сценаристи — Євген Помєщиков, Микола Рожков, Віктор Шкловський
- Оператор — Андрій Булинський
- Композитор — Климентій Корчмарьов
- Художник — Валентина Хмельова